# Йогуртница

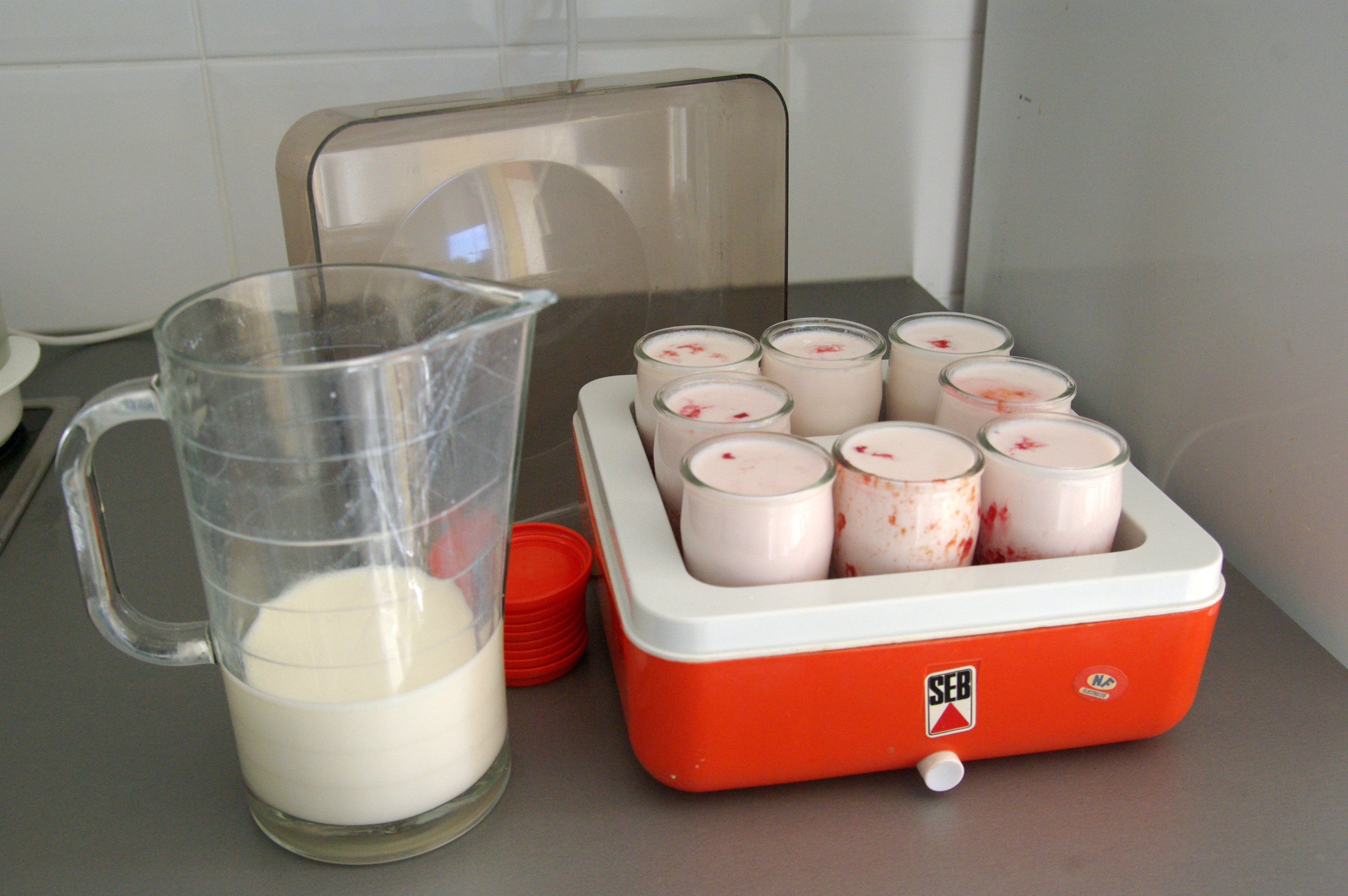

Йо́гуртница — бытовой электроприбор для создания благоприятной температуры при сквашивании йогурта.

## История
Первые упоминания о йогуртнице относятся к 1918 году, когда испанец Исаак Карасао (будущий основатель компании «Данон») в своей лаборатории начал промышленное производство йогурта, для чего он и использовал первую йогуртницу. Йогуртница Карасао немногим отличалась от своих современных аналогов и представляла собой большую стеклянную ёмкость, которая нагревалась с помощью электрической плиты, с герметично закрывающейся крышкой. Для изготовления йогурта в ёмкость наливалось предварительно прокипячённое и остывшее молоко, смешанное с лактобактериями, после чего крышка плотно закрывалась, а тепловой элемент в течение 6—8 часов поддерживал определённую температуру, благодаря чему происходил процесс брожения. После этого смесь остужалась, в результате чего получался йогурт.

## Описание
Йогуртница представляет собой небольшую круглую или прямоугольную ёмкость с прозрачной крышкой и толстыми стенками. Стенки термоизолированы для поддержания оптимальных температурных условий, необходимых для сквашивания тёплого кипячёного молока, в которое добавлены лактобактерии. Стандартная йогуртница — это 5—7 стаканчиков на 125 либо 150 г, которые помещены в одну большую ёмкость (в некоторых моделях стаканчики отсутствуют и расположена только одна ёмкость для йогурта). Для стаканчиков имеются крышки. Йогуртницы работают обычно от электрической сети. Для удобства устройство оснащают таймером в зависимости от модели.